# 안토니우 바스투스 로페스
안토니우 조제 바스투스 로페스(포르투갈어: António José Bastos Lopes, 1953년 12월 19일, 리스보아 지방 리스본 ~)는 포르투갈의 전직 축구 선수로, 현역 시절 중앙 수비수로 활약했다.

## 클럽 경력
리스본 출신인 바스투스 로페스는 15년 동안 고향의 벤피카에서 활약했는데, 1972년에 첫 1군 경기를 출전했다. 그는 1군 신고식을 치르고 3년 동안 프리메이라 디비상 경기에 7번 출전하는데 그쳤지만, 전설적인 안쪽 수비수 움베르투 코엘류가 파리 생-제르맹으로 떠나면서 출전 시간이 늘어났다.
이후 12년 중 9년 동안, 로페스는 코엘류가 프랑스에서 2년 후에 복귀하고도 출전하는 일이 결장하는 일보다 늘어났고, 리그를 7번, 타사 드 포르투갈을 6번, 그리고 수페르타사 칸디두 드 올리베이라를 2번 들어올렸다. 그는 안데를레흐트와의 1982-83 시즌 UEFA컵 결승전에 1차전과 2차전에 모두 출전했지만 합계 1-2로 패했고, 1-1로 비긴 리스본에서의 2차전에는 선발로 출전했다.
1986-87 시즌에 한 경기도 출전하지 못한 바스투스 로페스는 34세의 나이로 축구화를 벗었고, 그동안 벤피카에서 리그 총 274번의 경기에 출전했다. 2010-11 시즌, 그는 조르즈 로페스의 기술진 일원이었다.

## 국가대표팀 경력
바스투스 로페스는 1979년 5월 9일에 노르웨이와의 유로 1980 예선전 경기에서 포르투갈 국가대표팀 첫 경기를 치렀고, 1-0으로 이겼다. 그는 이후 6년 동안 총 10번의 국가대표팀 경기에 출전했고, 유로 1984에 참가했지만, 준결승까지 올라간 이 대회에서 한 경기도 출전하지 못했다.

## 사생활
바스투스 로페스의 동생 알베르투도 축구 선수로 활약했으며, 현역 시절 수비수였다. 그도 벤피카 선수였다.

## 수상
벤피카
- 프리메이라 디비상: 1972–73, 1974–75, 1975–76, 1976–77, 1980–81, 1982–83, 1983–84[4]

## 같이 보기
- 원클럽맨 명단